# Crèche vivante

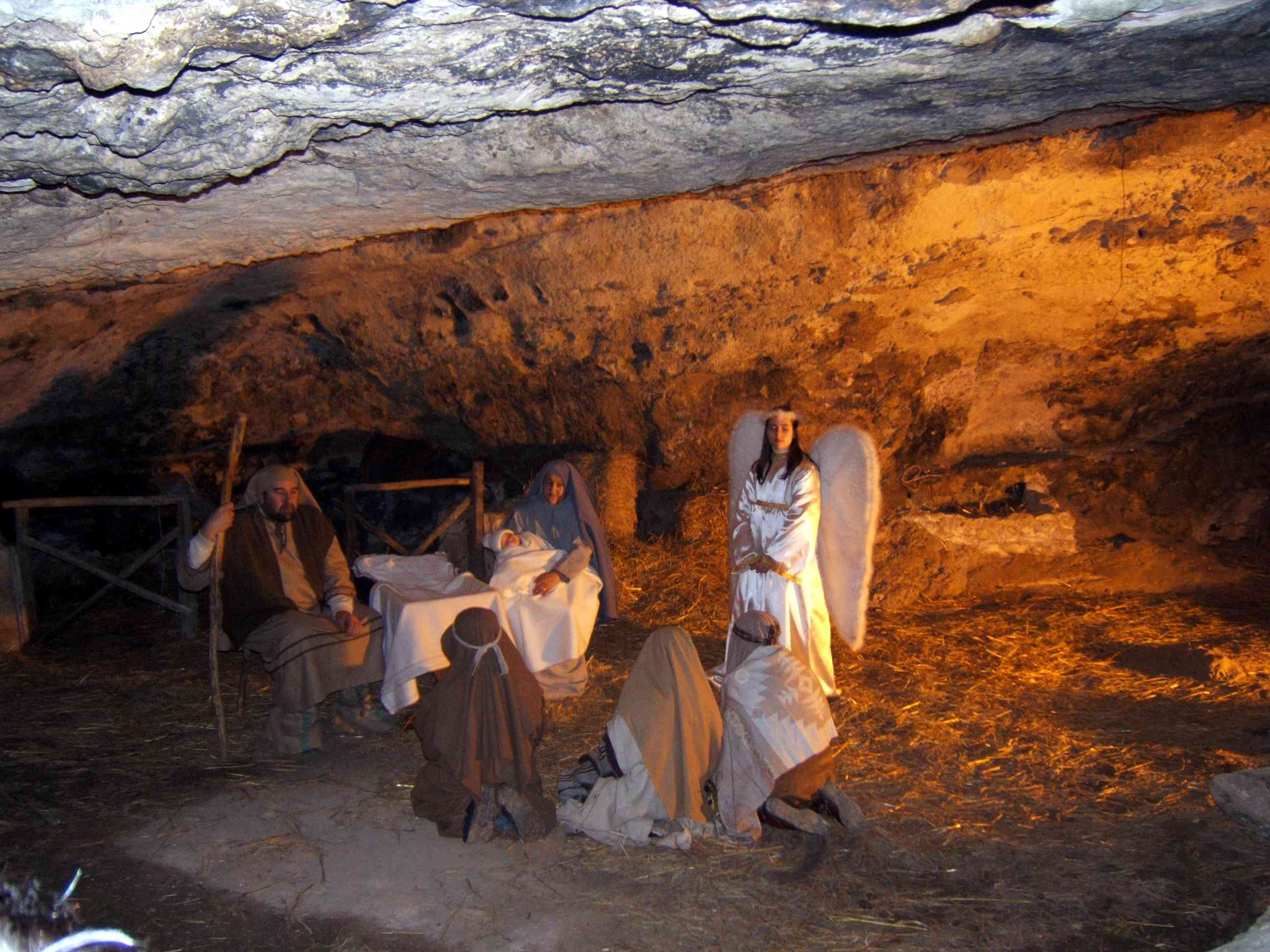
Crèche vivante de Faggiano.

Une crèche vivante, nommée aussi pastorale, est une tradition catholique consistant en une courte représentation théâtrale censée représenter, grâce à des figurants humains, la naissance de Jésus dans un cadre construit pour recréer l’histoire de la Nativité.

## Légende et histoire
Une légende tenace veut que François d'Assise ait créé à Greccio, en Italie, la nuit de Noël 1223, la première crèche vivante alors que ces scènes étaient déjà jouées depuis plusieurs siècles par des acteurs dans les mystères de la Nativité dans les églises puis sur leurs parvis, tableaux animés à l’origine des crèches spectacles. Traditionnellement, on utilisait des prisonniers généralement mis à mort après les fêtes. La tradition hagiographique rappelle, mais sans véritable certitude historique, que François d’Assise, après avoir été impressionné par sa visite de la basilique de la Nativité de Bethléem, voulut reproduire la scène de la Nativité lorsque cette basilique n'était plus accessible aux pèlerins à la suite de l’échec de la cinquième croisade.[réf. incomplète] Il utilise pour ce faire une mangeoire remplie de foin, un âne et un bœuf réels dans une grotte (appelée « Chapelle de la Crèche ») de la région où les frères mineurs avaient établi l’ermitage de Greccio (it) accroché au flanc de la montagne, avec la coopération du seigneur du village Jean Velita de Greccio.

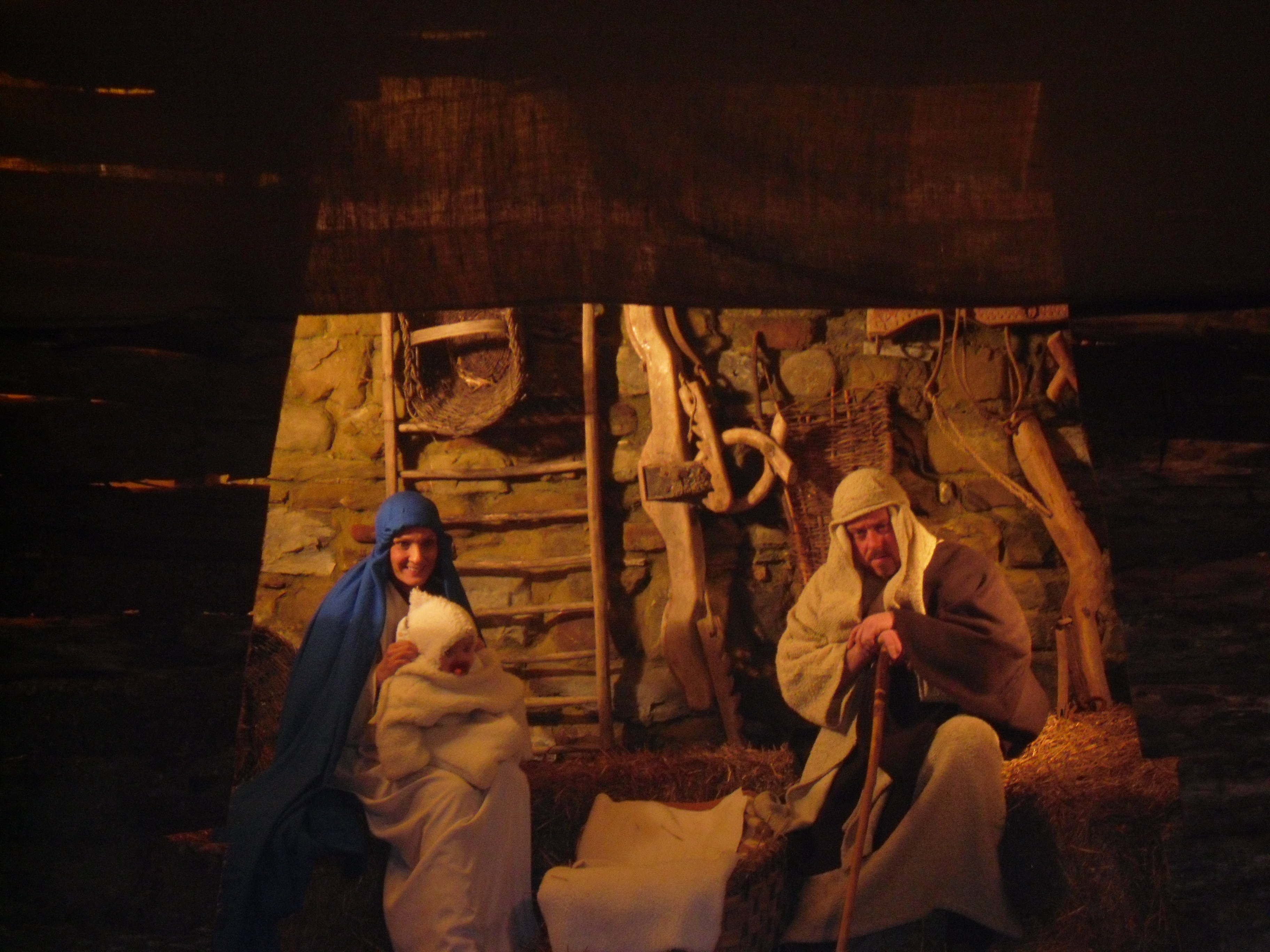
Crèche vivante à Castiglion Fiorentino, Arezzo.

L’originalité de François d’Assise est d’avoir célébré une crèche vivante dans un cadre naturel plus évocateur en associant les villageois de Greccio qui ont pu expérimenter la « Nativité » et avoir l’impression d’incarner les personnages des écrits bibliques. Thomas de Celano, premier biographe de François, rapporte que François prêche, durant la messe de Noël, et que l’un des assistants le voit se pencher vers la crèche et prendre un enfant dans ses bras. À Greccio se trouve encore un ermitage franciscain qui commémore cette première crèche vivante. Plus tard, on place parfois un véritable enfant dans la mangeoire. Petit à petit, selon la tradition franciscaine qui apporte une importance démesurée à ce Noël de Greccio de 1223 et à ses conséquences, la coutume se répand, sous l’influence de Claire d’Assise et des prédicateurs franciscains, surtout dans les oratoires franciscains en Provence et en Italie, sous forme de crèches vivantes mais aussi de crèches fabriquées avec des figurines en bois ou en terre et qui pouvaient être exposées plus longtemps.
Depuis lors, la tradition s’est étendue au reste de l’Italie. L’organisation des crèches vivantes mobilise, aujourd’hui, les habitants de villes entières (ou leurs quartiers), qui sont généralement mis à contribution.
Le cadre temporel n’est pas nécessairement celui de l’époque de la naissance du Christ, car les crèches vivantes sont souvent une occasion de montrer les anciens métiers désormais en voie de disparition de la ville hôte.